# Rozemarijn (plant)

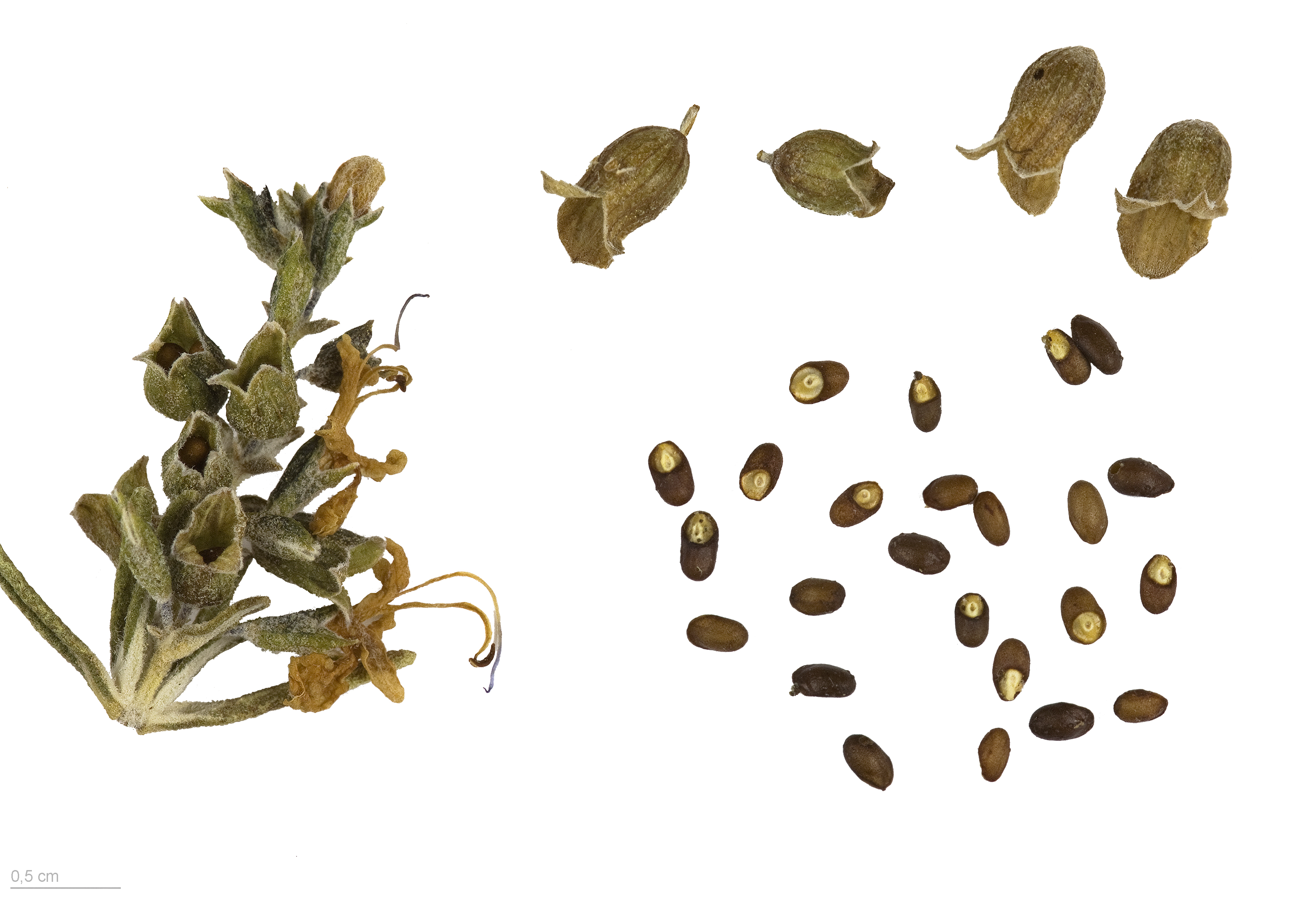
Rosmarinus officinalis

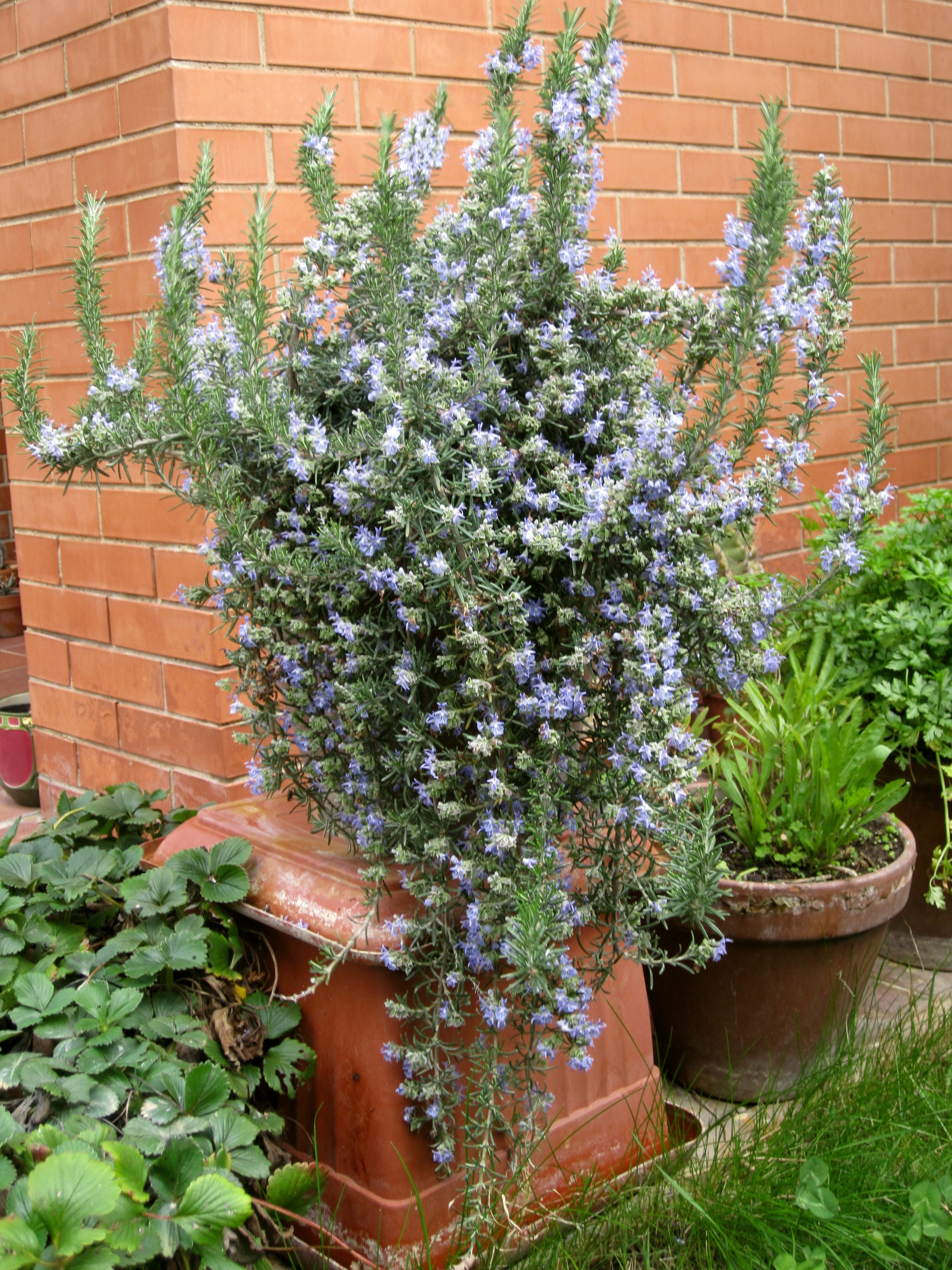
Rosmarinus officinalis prostratus

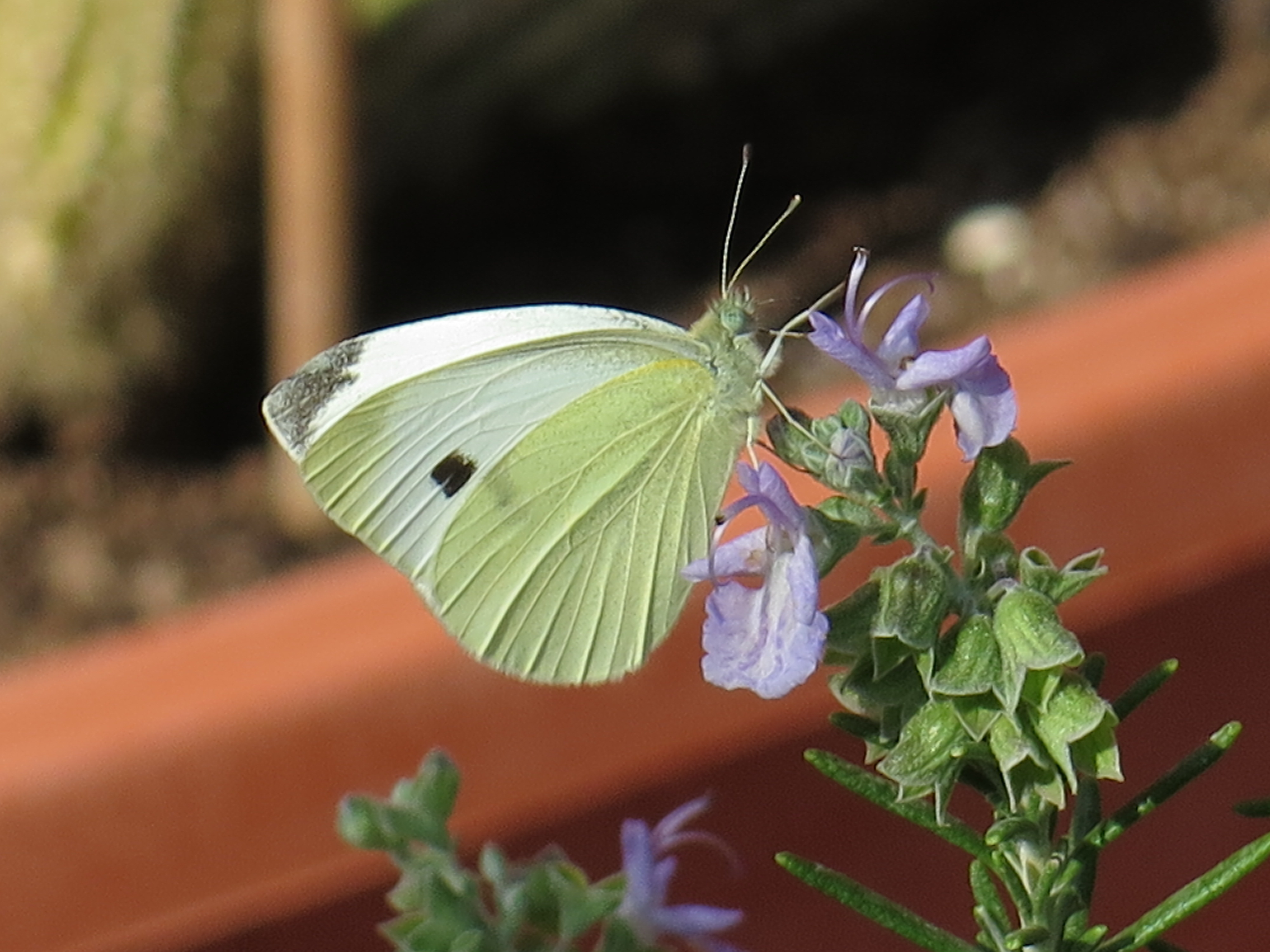
Detail van rozemarijnbloem

Rozemarijn (Salvia rosmarinus, tot 2017 meestal Rosmarinus officinalis) is een dwergstruik uit de lipbloemenfamilie (Lamiaceae). De vaste plant met onderaan houtige stengels is oorspronkelijk afkomstig uit Zuid-Europa en Klein-Azië en kan in Nederland gewoonlijk buiten overwinteren.

## Wetenschappelijke naam
De rozemarijn kreeg van Linnaeus in 1753 de wetenschappelijke naam Rosmarinus officinalis in Species plantarum. In 2017 werd het voormalige geslacht Rosmarinus (zie aldaar) in Salvia opgenomen. De nieuwe wetenschappelijke naam van de rozemarijn zou dan normaliter Salvia officinalis worden, maar die naam was al in gebruik voor de echte salie, en dus niet beschikbaar voor de rozemarijn. De drie oudste synoniemen (R. angustifolius Mill., R. latifolius Mill. en R. prostratus Mazziari) waren in Salvia eveneens al eerder gebruikt voor andere taxa. Het oudste beschikbare synoniem was Salvia rosmarinus van Fridolin Carl Leopold Spenner uit 1835.
De botanische naam rosmarinus betekent letterlijk: dauw der zee. Deze naam verwijst waarschijnlijk naar het feit dat de altijd groene struik met name langs de kust groeide.

## Kenmerken
Rozemarijn is een groenblijvende heester. De takken kunnen 0,5 tot 1,5 meter lang worden. De lijnvormige bladeren zijn zittend en aan de onderkant grijs; ze zijn harsachtig, leerachtig, naaldachtig en (behalve de cultivar R. officinalis 'Wilma's Gold') donkergroen. De plant bloeit in Nederland en België van april tot juni met 1 tot 1,2 cm lange, blauwviolette (soms witte) bloemen.

### Vermeerdering
Het zaad is geelbruin, vettig en klein. Zaaien kan in de lente in een broeikas of buitenshuis in de zomer. De kieming is onregelmatig. Het zaad heeft een temperatuur van minstens 21 °C nodig om te ontkiemen. Rozemarijn kan vermeerderd worden door stekken of afleggen. Stekken kan door in augustus topstekken te nemen en deze met of zonder stekpoeder in stekgrond te zetten. Rozemarijn wordt verplant als deze groot genoeg is om te hanteren, 60 tot 90 cm van elkaar. De plant kan binnenshuis in een bak worden gekweekt op een zonnige plaats.

## Geschiedenis en symboliek
Rozemarijn is een oud middel voor de versterking van het geheugen, en het is een symbool voor vriendschap en trouw. Rozemarijn hing samen met niet-vergeten: men gaf takjes aan geliefden die op reis gingen en droeg kransen bij bruiloften. Op begrafenissen werden takjes rozemarijn op de graven gelegd om te symboliseren dat de overledene niet zou worden vergeten. Men vond al restanten van rozemarijn terug in de piramiden van de Egyptenaren, bij wie het kruid als heilig aangeschreven stond. Bij de Grieken en Romeinen stond het symbool voor liefde, vriendschap en trouw. Het plantje werd bij huwelijks- en geboorterituelen gebruikt. Anna van Kleef droeg een krans van rozemarijn toen ze met Hendrik VIII huwde. In de oudheid was rozemarijn, net als de meeste andere aromatische kruiden, verbonden aan de cultus van Aphrodite/Venus. De Oude Grieken associeerden de sterke geur met de liefde en gebruikten rozemarijn bij bruiloften. Ook geloofden de Grieken in de versterkende werking voor de hersenen en het verfrissen van het geheugen; tijdens examens deden zij een takje rozemarijn in het haar.

## Cultivars
- S. rosmarinus 'Albiflorus' met witte bloemen
- S. rosmarinus 'Arp' winterhard tot −20 °C
- S. rosmarinus 'Blauer Toskaner' met diepblauwe bloemen
- S. rosmarinus 'Benenden Blue' met diepblauwe bloemen
- S. rosmarinus 'Hill Hardy' (synoniem: Madelyn Hill) met blauwe bloemen winterhard tot −20 °C
- S. rosmarinus 'Majorcan Pink' met roze bloemen, vorstvrij overwinteren
- S. rosmarinus 'Roseus' met roze bloemen
- S. rosmarinus 'Rex' met blauwe bloemen, zeer weelderig, winterhard tot −10 °C
- S. rosmarinus 'Prostratus' is een kruipende vorm
- S. rosmarinus 'Severn Sea' met overhangende takjes.
- S. rosmarinus 'Upright white' met witte bloemen, zeer weelderig, vorstvrij overwinteren
- S. rosmarinus 'Veitshöchheim' sterk, winterhard tot −10 °C

## Toepassingen

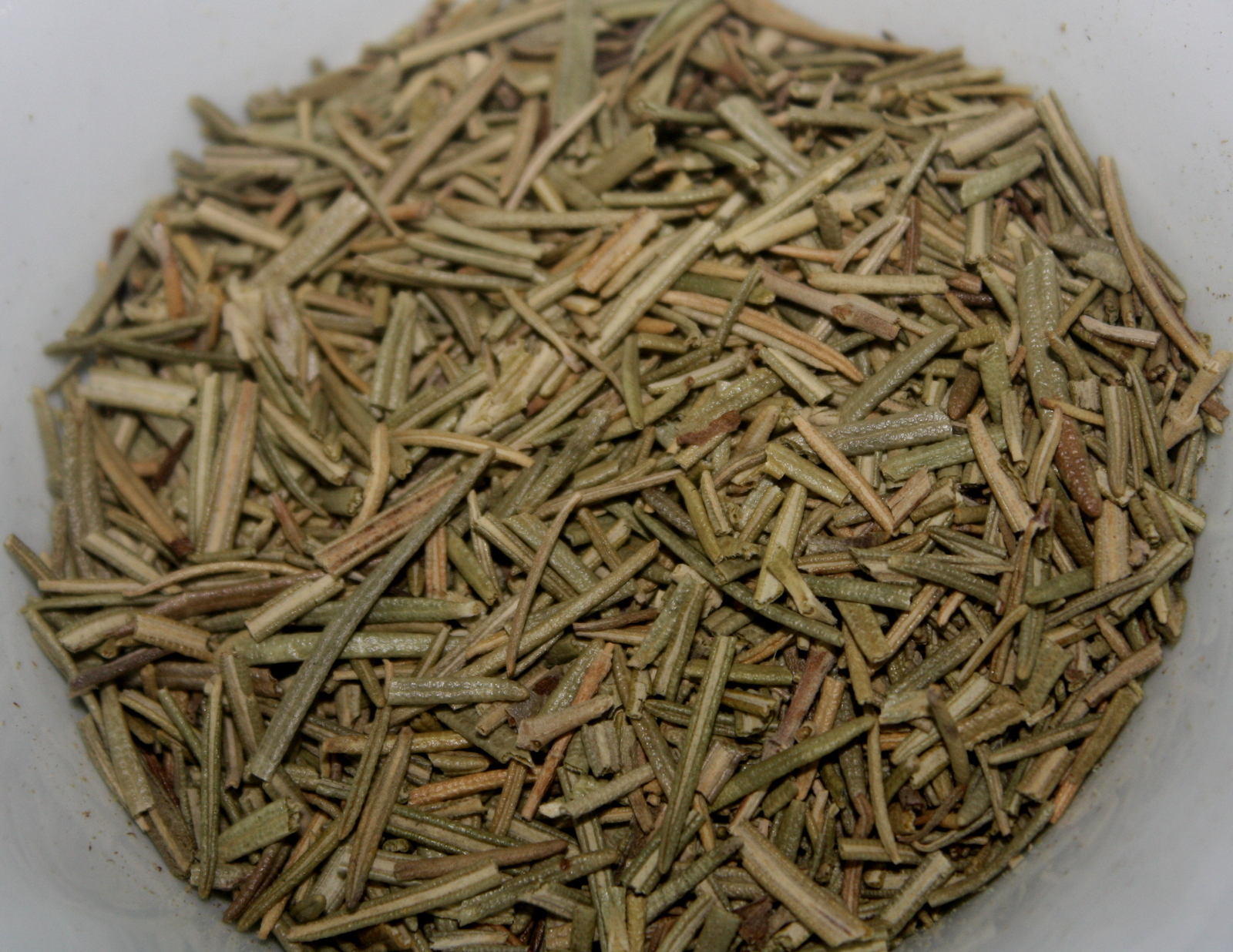

### Culinair
Aangezien de smaak sterk is, is rozemarijn vooral geschikt om vleessoorten met een sterke smaak te begeleiden, zoals wild en rood vlees. Het overleeft een bak- en braadproces uitstekend. Het kan tevens gebruikt worden in salades en sauzen. Extracten van rozemarijn hebben het E-nummer E392

### Aromatisch
De plant heeft een aromatische geur en wordt veel gebruikt om badkamerproducten van een geur te voorzien. Gedroogde stengels, zonder blad, kunnen worden verbrand voor een aangename geur. Twijgen kunnen tussen linnengoed worden gelegd. De plant houdt insecten op afstand en kan met dat doel worden rondgestrooid als er buiten wordt gegeten.

## Meisjesnaam
De naam van het plantje wordt ook gebruikt als meisjesnaam. De naam kwam vanaf de jaren 30 van de twintigste eeuw in opkomst als voornaam. In de eeuwen daarvoor werd hij al wel gebruikt als vleinaam voor een vrouw, in het bijzonder bij meisjes en vrouwen met de naam Maria.